# Pyruvat-Phosphat-Dikinase
Die Pyruvat-Phosphat-Dikinase (PPDK) (EC 2.7.9.1) gehört zur Enzymklasse der Phosphotransferasen und katalysiert die ATP-abhängige Phosphorylierung von Pyruvat zu Phosphoenolpyruvat.
Erstmals beschrieben wurde die PPDK in Gräsern und der parasitär lebenden Amöbe Entamoeba histolytica. Einige hauptsächlich anaerob lebende Bakterien und Protozoen nutzen diese Reaktion in umgekehrter, Pyruvat formender Richtung zur Gewinnung von ATP.

## Katalysierte Reaktion
{\displaystyle \mathrm {ATP\ +} }{\displaystyle \mathrm {\ +\ P_{i}\ \rightleftharpoons \ AMP\ +\ } } {\displaystyle \mathrm {\ +\ PP_{i}} }
ATP, Pyruvat und Phosphat werden zu AMP, Phosphoenolpyruvat (PEP) und Diphosphat umgesetzt.

## Strukturelle Funktionalität
Unter Berücksichtigung von Sequenzhomologien und Strukturdaten kann die PPDK in drei Domänen unterteilt werden:
1. Nukleotid-Bindedomäne
2. Zentrale Phosphohistidin-Domäne
3. PEP/Pyruvat-Bindedomäne

Innerhalb der Nukleotid-Bindedomäne formen 240 Aminosäurereste eine ATP-grasp, 340 Reste der C-terminalen PEP/Pyruvat-Bindedomäne bilden ein so genanntes TIM-Fass. Die drei Domänen sind über flexible Linker-Peptide miteinander verbunden.

Schematische Darstellung des Swiveling-domain-Mechanismus zur Übertragung der Phosphatgruppe zwischen der Nukleotid- und der PEP/Pyruvat-Bindedomäne. Der katalytische Histidinrest ist als blauer Kreis dargestellt.

Der Abstand zwischen der Nukleotid- und der PEP/Pyruvat-Bindedomäne beträgt etwa 45 Å. Eine direkte Interaktion beider Substratbindedomänen ist über diese Distanz nicht möglich. Ermöglicht wird die Phosphatübertragung stattdessen über eine Torsionsbewegung der Phosphohistidin-Domäne.

## Funktion in C4-Pflanzen
In C4-Pflanzen ist die PPDK in den Chloroplasten der Mesophyllzellen lokalisiert und katalysiert dort die Regeneration des primären CO2-Akzeptors Phosphoenolpyruvat.